# Citroën DS4

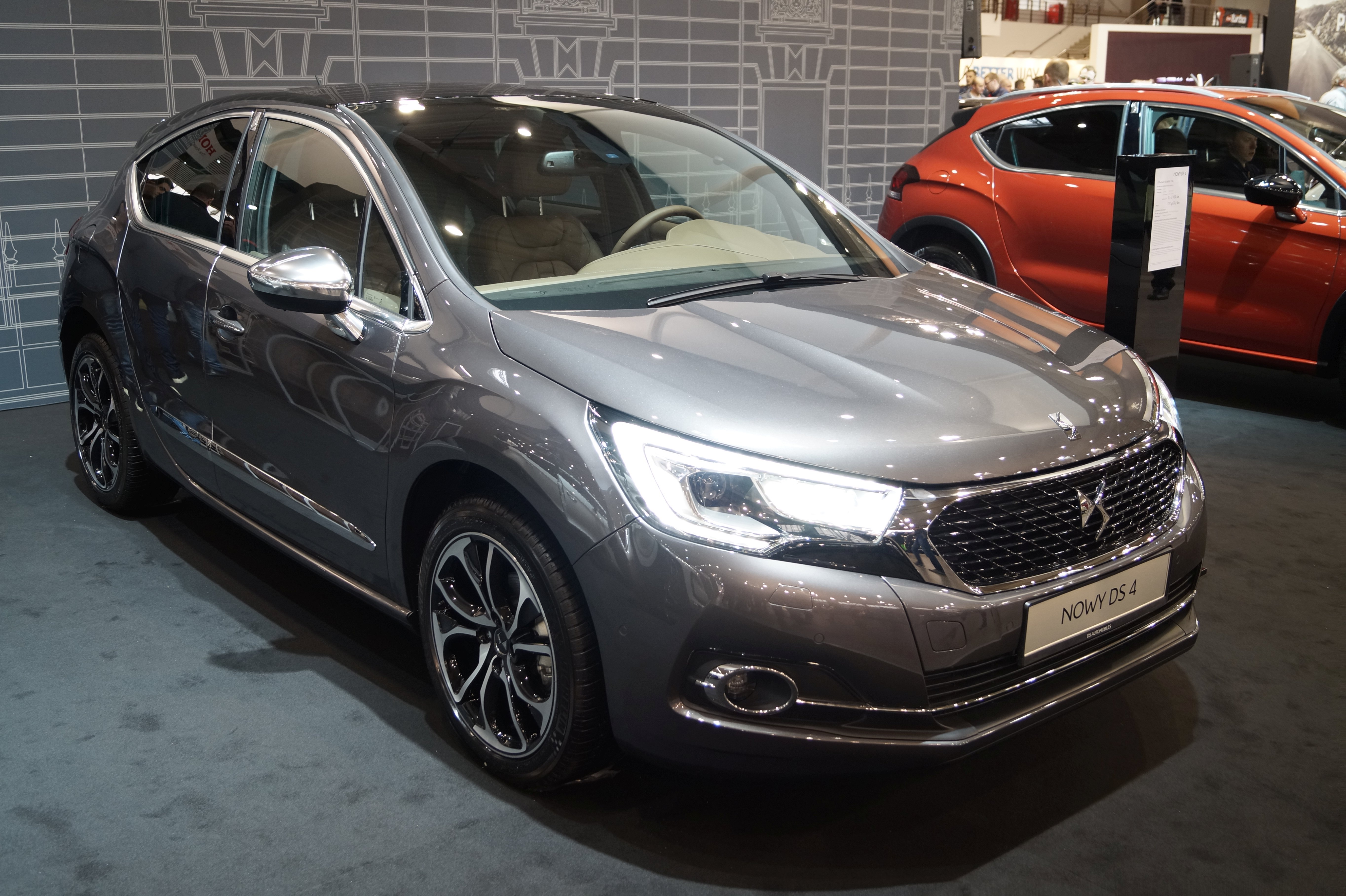
DS 4

De DS 4 is een auto in de compacte middenklasse van het Franse luxemerk DS Automobiles dat in 2015 is afgesplitst van Citroën. Tot 2015 werd de wagen verkocht als Citroën DS4 en was daarmee het tweede model in Citroëns DS-lijn.

## Eerste generatie (2010-2018)
De Citroën DS4 was net als de Citroën C4 uitgerust met onder andere een dodehoekdetectiesysteem, statische bochtverlichting (beide bij duurdere uitvoeringen) en cruise control. Verder had deze auto net als de C4 een E-touch die bij pech of een ongeval met hulpdiensten contact kan zoeken.
De DS 4 was van 2010 tot juli 2018 in productie.

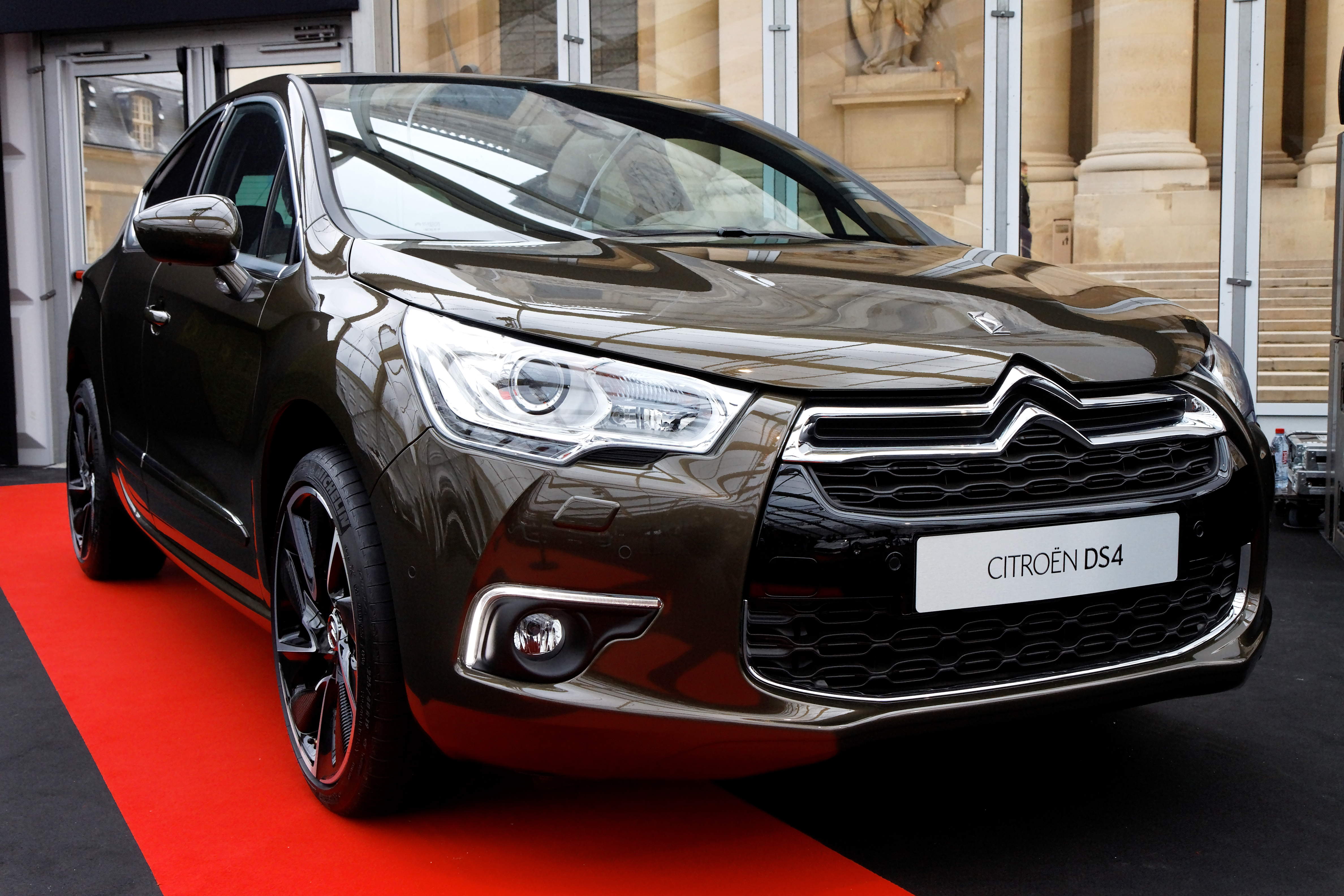
Citroën DS4 (2011), vooraanzicht
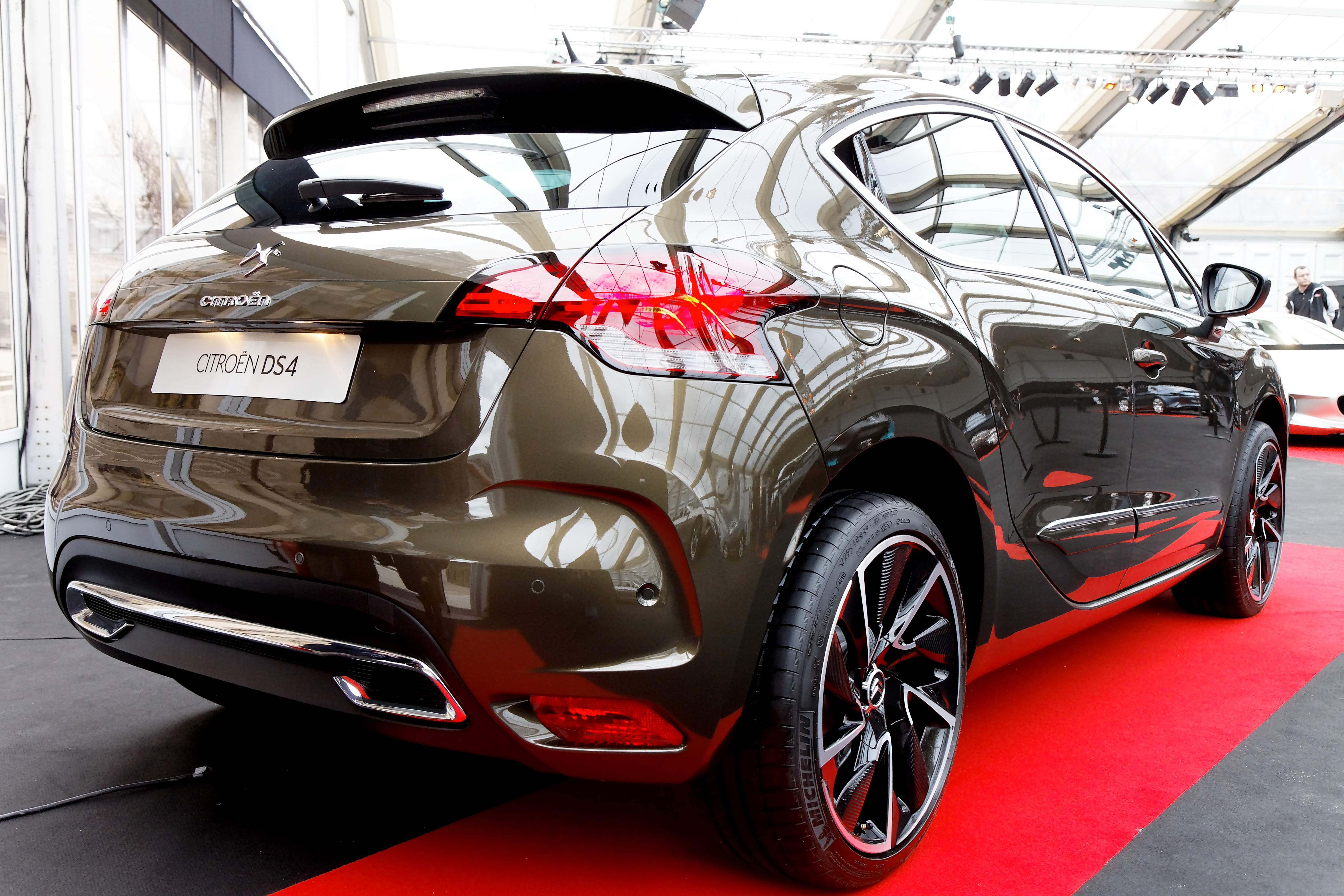
Citroën DS4 (2011), achteraanzicht
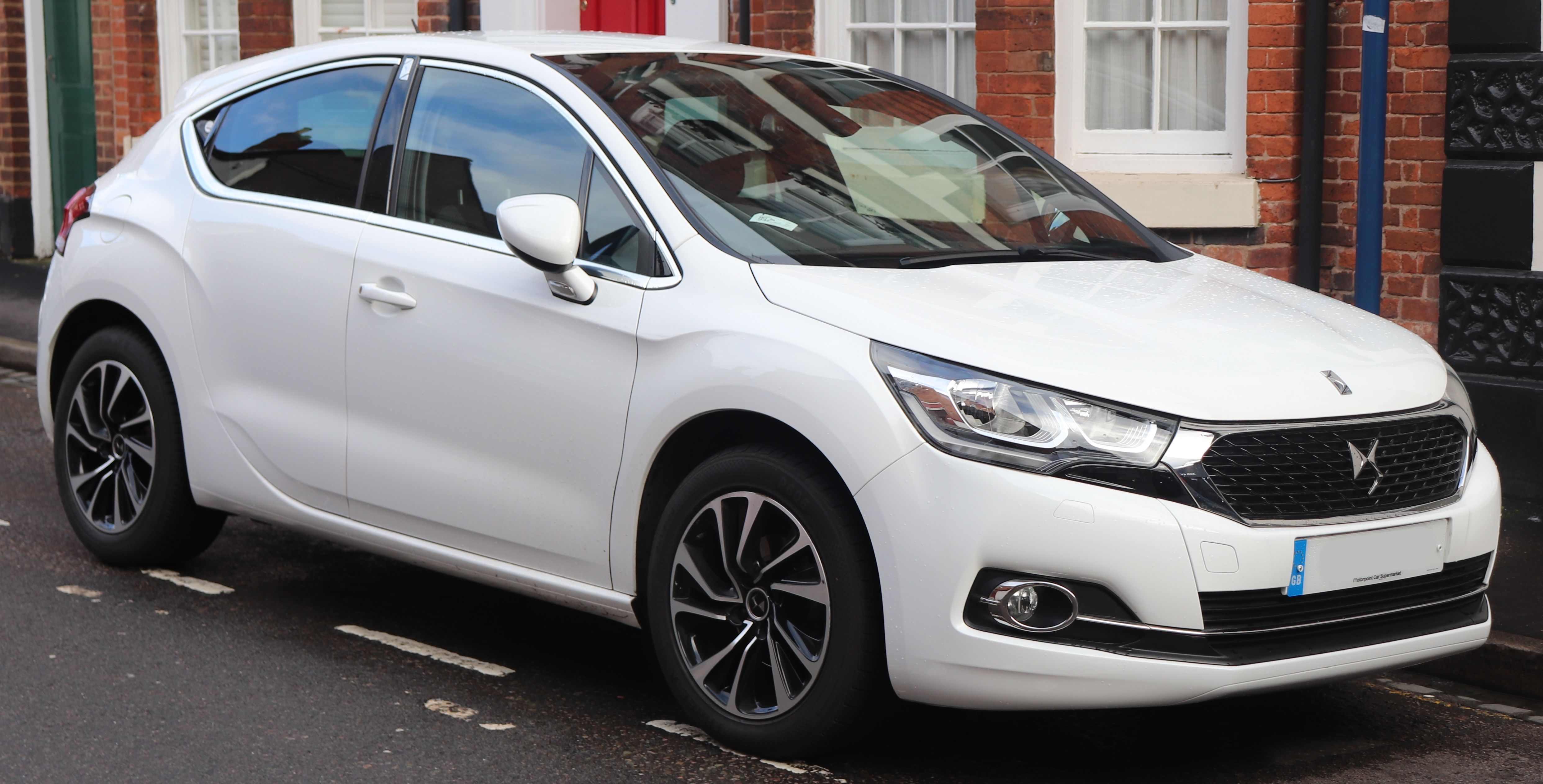
DS 4 (2016), vooraanzicht
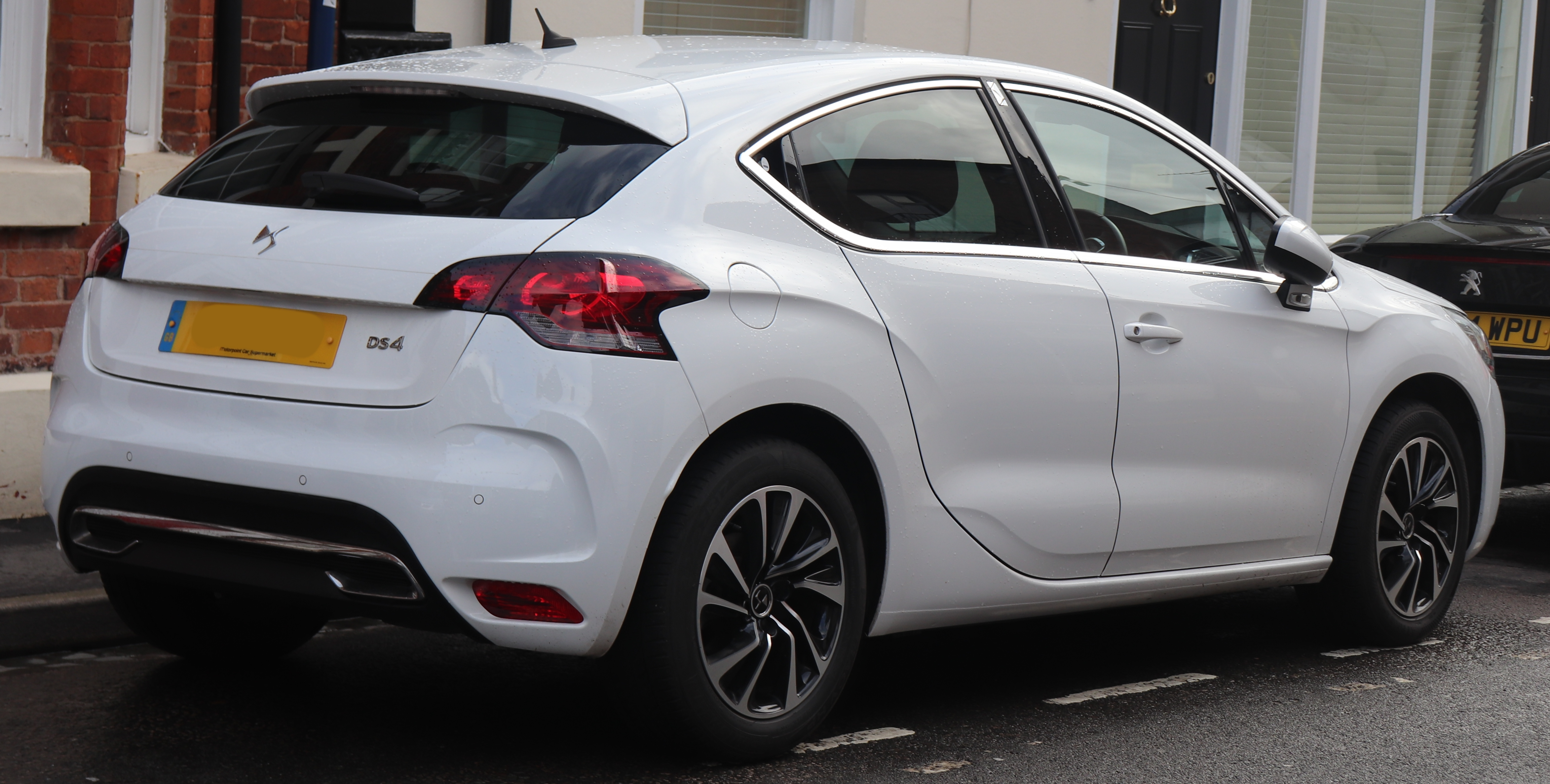
DS 4 (2016), achteraanzicht

## Tweede generatie (2021)
De tweede generatie van de DS 4 werd officieel voorgesteld in februari 2021. In tegenstelling tot de eerste generatie deelt de DS 4 niet langer het CMP-platform met de Citroën C4. In plaats daarvan is de nieuwe DS 4 gebaseerd op het EMP2-platform, dat ook gebruikt wordt voor de Opel Astra die eind 2021 verwacht wordt en de Peugeot 308 III die in het voorjaar van 2021 gepresenteerd wordt.
De lanceringsreeks "DS 4 La Première" zal verkrijgbaar zijn met een PureTech benzinemotor van 180 of 225 pk, of met een plug-inhybride aandrijflijn van 225 pk.
In 2025 werd een facelift doorgevoerd waarbij de naam werd veranderd in DS N°4. Dit in navolging van de volledig nieuwe DS N°8. 

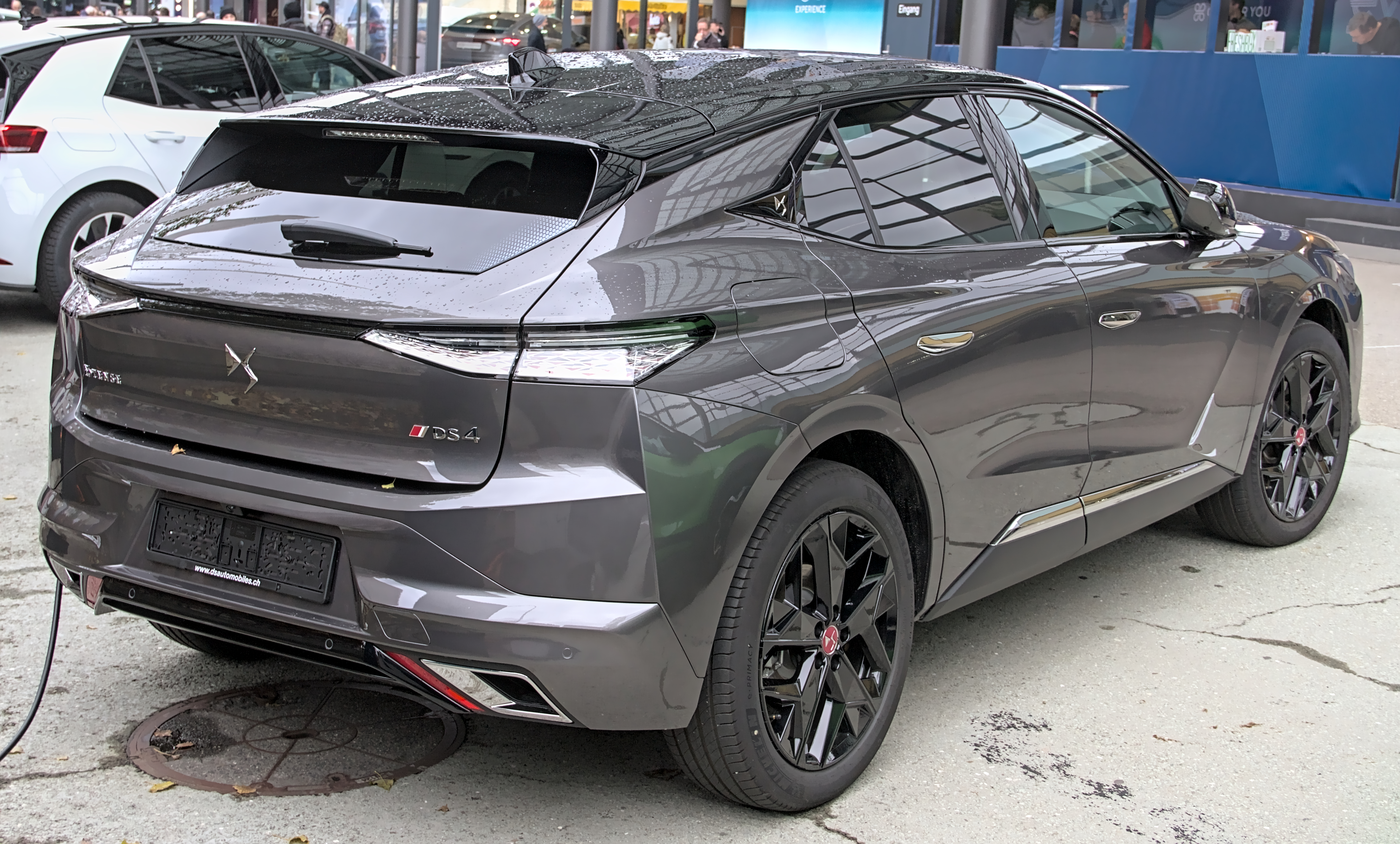
DS 4 (2021), achteraanzicht